# Szörényi-Reischl Gusztáv
Szörényi-Reischl Gusztáv, születési nevén Reischl Ágoston István (Budapest, 1881. augusztus 6. – Budapest, 1956. július 19.) magyar építész.

## Élete
Reischl Károly (1842–1908) főmérnök, műszaki tanácsos és Schäffer Mária (1844–1925) fiaként született. Apja 1884 májusában szörényi előnévvel nemességet szerzett. Középiskolai tanulmányait a II. kerületi Állami Főreáliskolában végezte. 1904-ben fejezte be tanulmányait a Műegyetemen.
Több iskolát épített Budapesten. Részt vette a Bárczy István kislakás- és iskolaépítési programjában is, ennek keretében épült fel a Kertész utcai iskolaépülete. Jelentős alkotása az Állami Pénzverde (ma: Magyar Pénzverő Zrt.) ipari létesítménye. Tervezett bérházakat is.
Felesége Schwáb Emília Erzsébet (1892–1967) volt, akivel 1911. május 10-én Budapesten, az Erzsébetvárosban kötött házasságot. Három gyermekük született: Ágoston, Valéria (1913–1999) és Antal (1916–1978) építészmérnök, egyetemi tanár.

## Ismert épületei
- 1910: Kertész-utcai polgári fiúiskola (ma: Erzsébetvárosi Kéttannyelvű Általános Iskola, Szakiskola és Szakgimnázium), Budapest, Kertész u. 30.[9][10][11]
- 1913: lakóház, Budapest, Lónyai utca 19.[12]
- 1915–1917: Ágyúgyár munkástelepe, Győr[7][13]
- 1925–1926: Állami Pénzverde (ma: Magyar Pénzverő Zrt.),  Budapest, Üllői út 102.[7][14]
- 1928: Dr. Siklóssy László villája, Budapest, Bimbó út 125.[15]
- 1930: a Notre Dame de Sion elemi iskolája (ma: Sashegyi Arany János Általános Iskola és Gimnázium), Budapest, Meredek u. 1.[16][17][18]
- 1931: a Notre Dame de Sion elemi iskolájának kápolnája (eredetileg gótikus stílusú, Weber-Saxlehner villa volt),[19] Budapest, Meredek u. 1.[20]
- 1932: Reischl Ágoston és neje lakóháza, Budapest, Tábor utca 5.[21]
- 1937: Postapalota, Miskolc, Kazinczy Ferenc u. 16. (a homlokzatot Wälder Gyula tervezte)[22]
- ?: Posta, Petrozsény[7]
- ?: számos bérház[7]

## Képtár

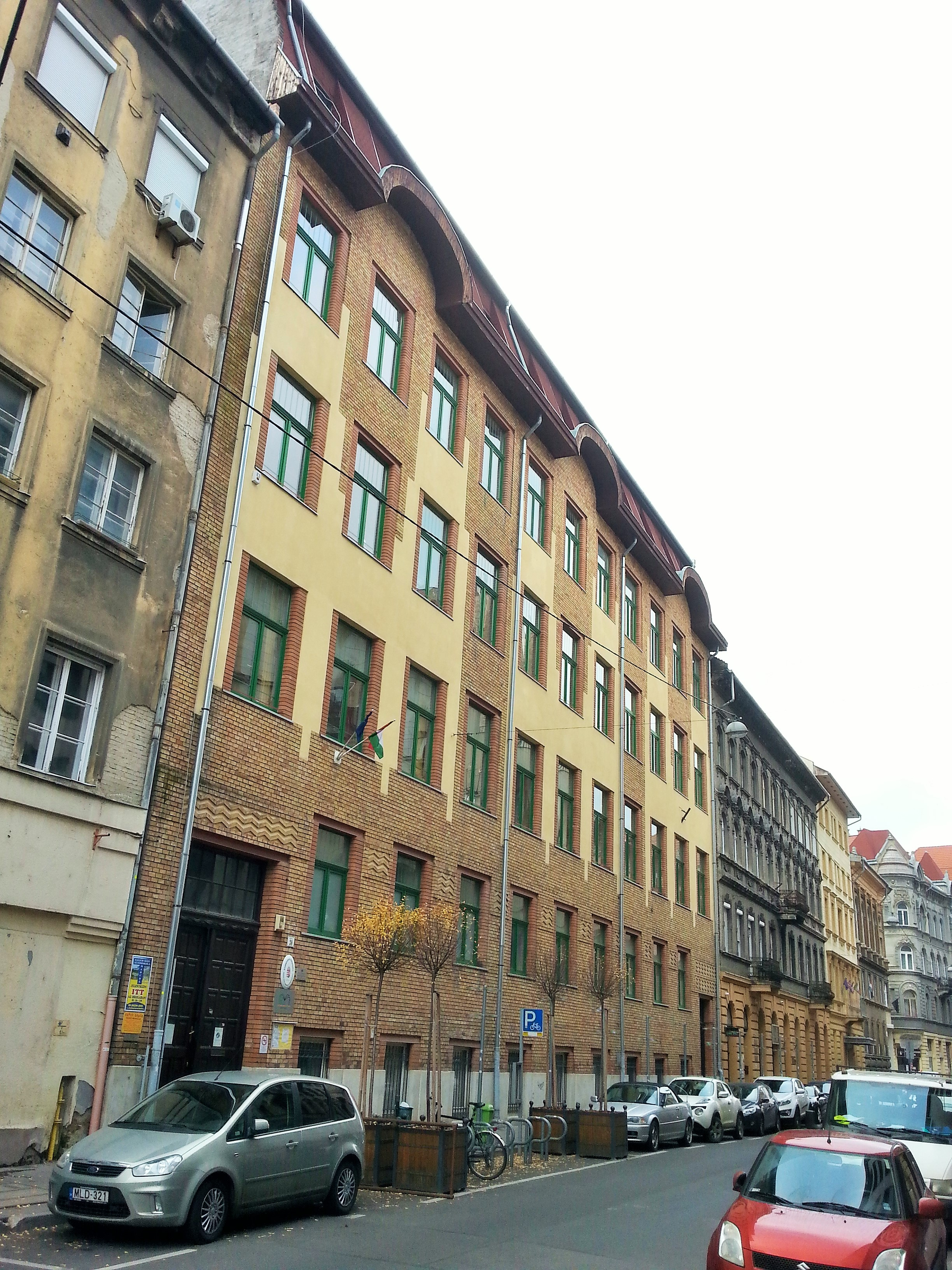
Kertész-utcai polgári fiúiskola, Budapest
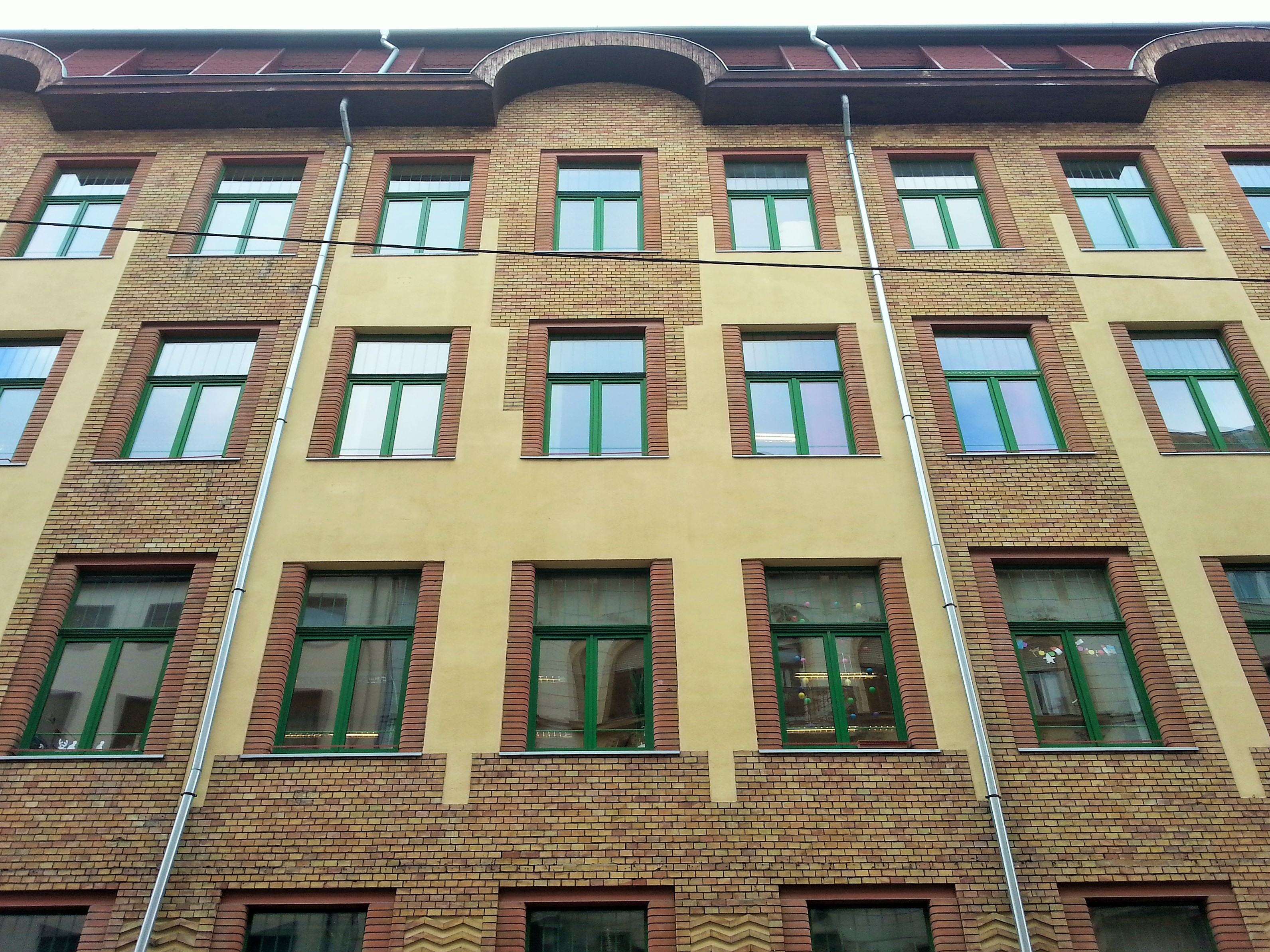
Kertész-utcai polgári fiúiskola, Budapest
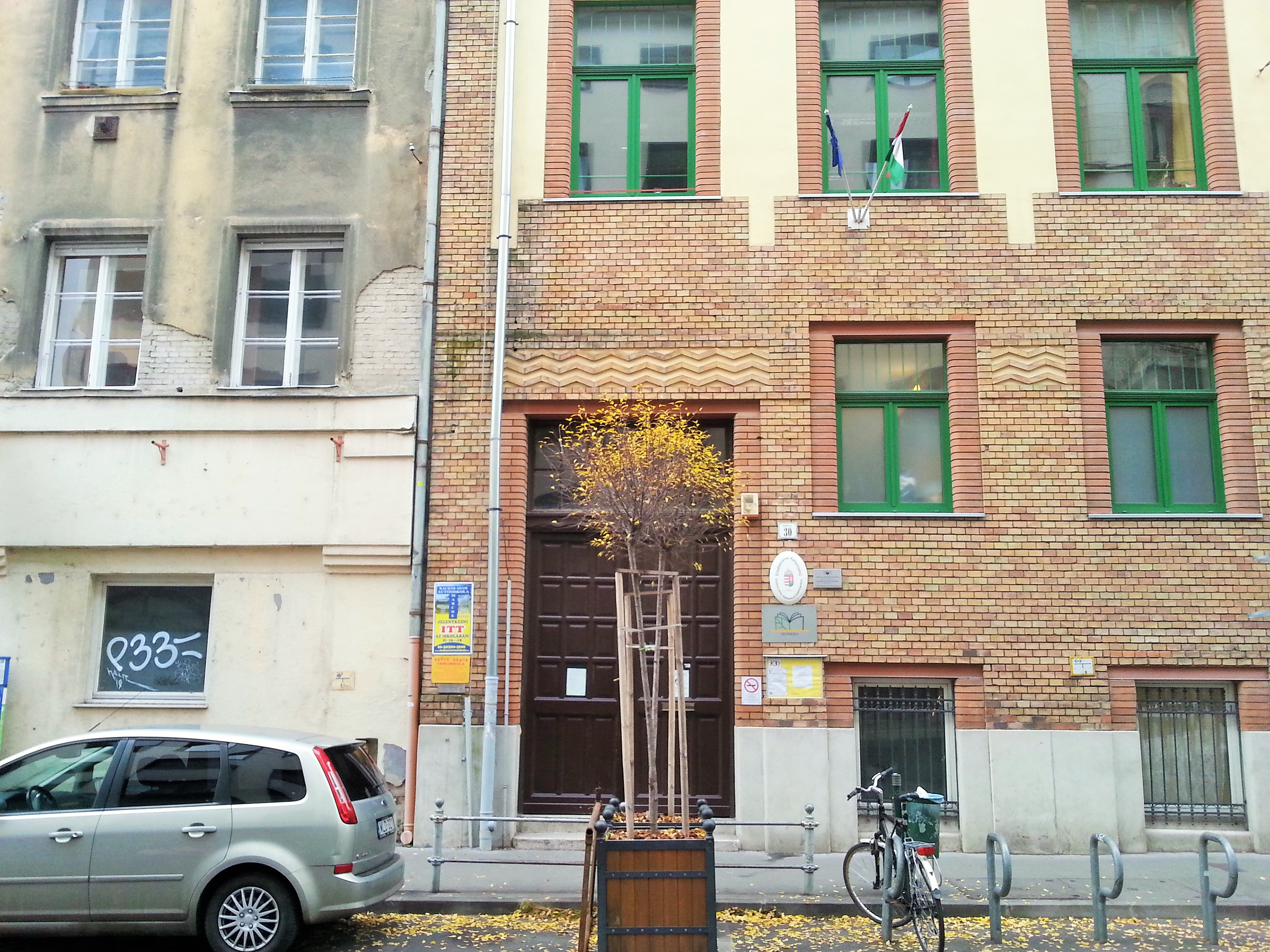
Kertész-utcai polgári fiúiskola, Budapest
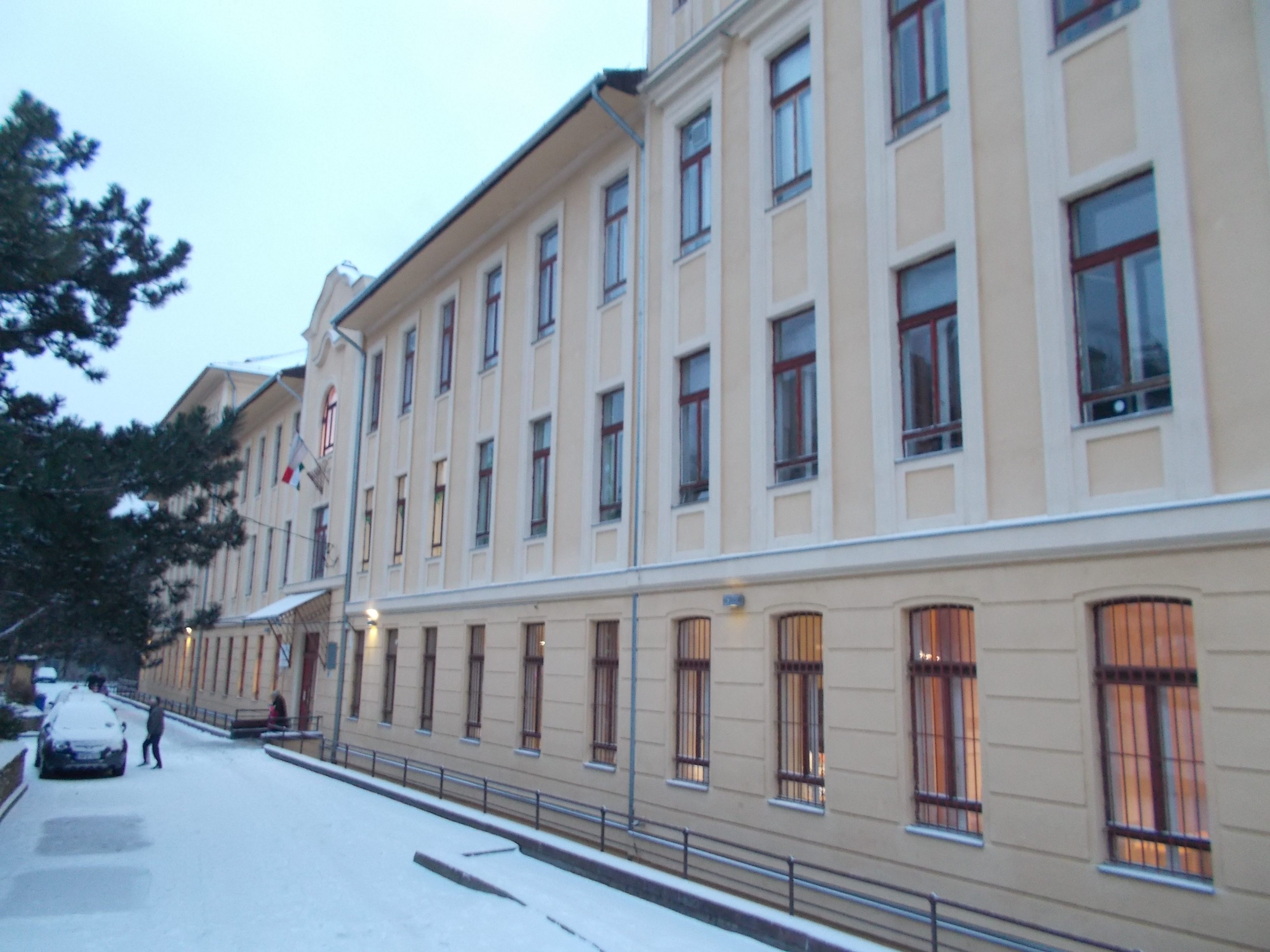
A Notre Dame de Sion elemi iskolája, Budapest
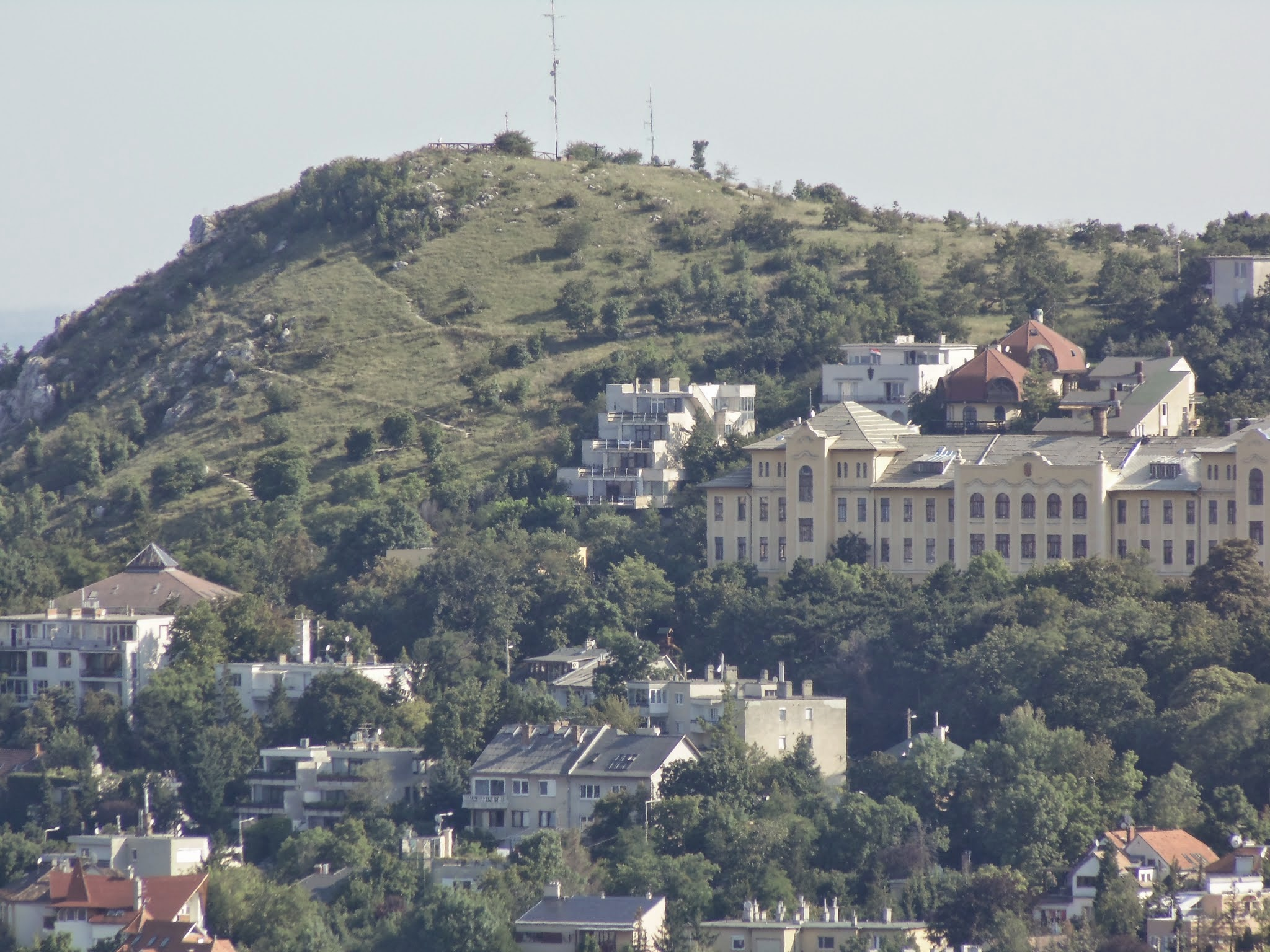
A Notre Dame de Sion elemi iskolája, Budapest
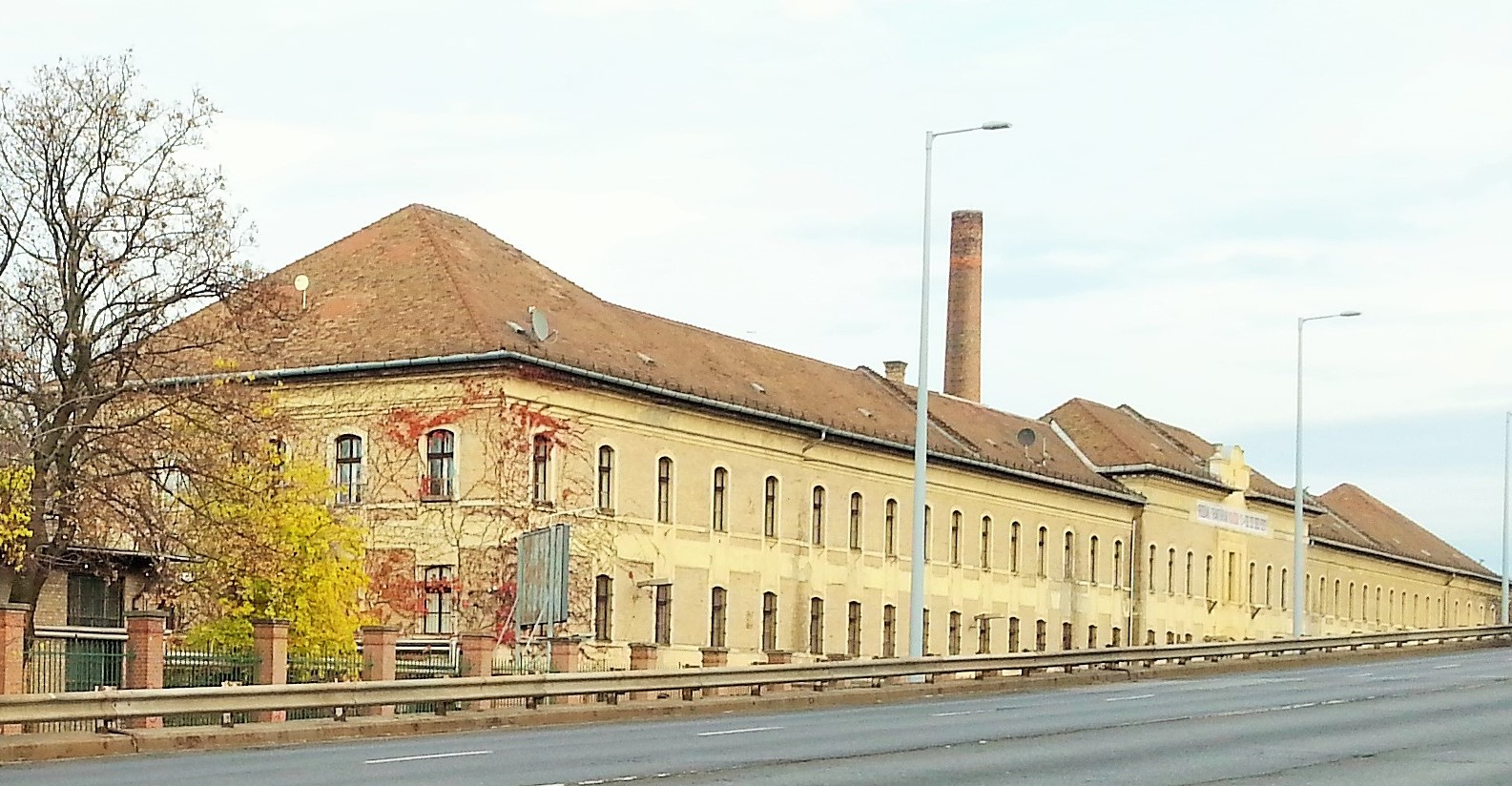
Állami Pénzverde, Budapest
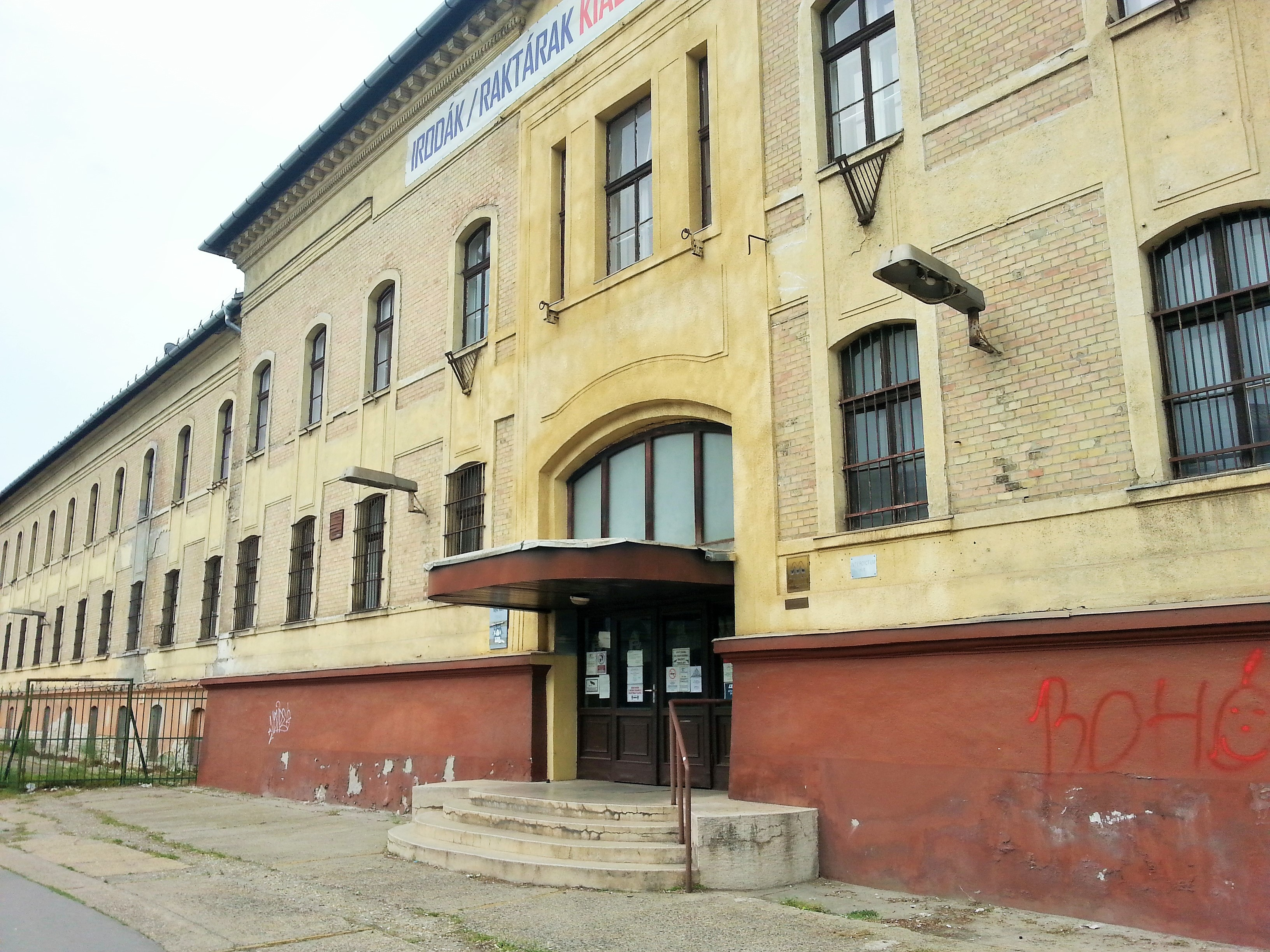
Állami Pénzverde, Budapest
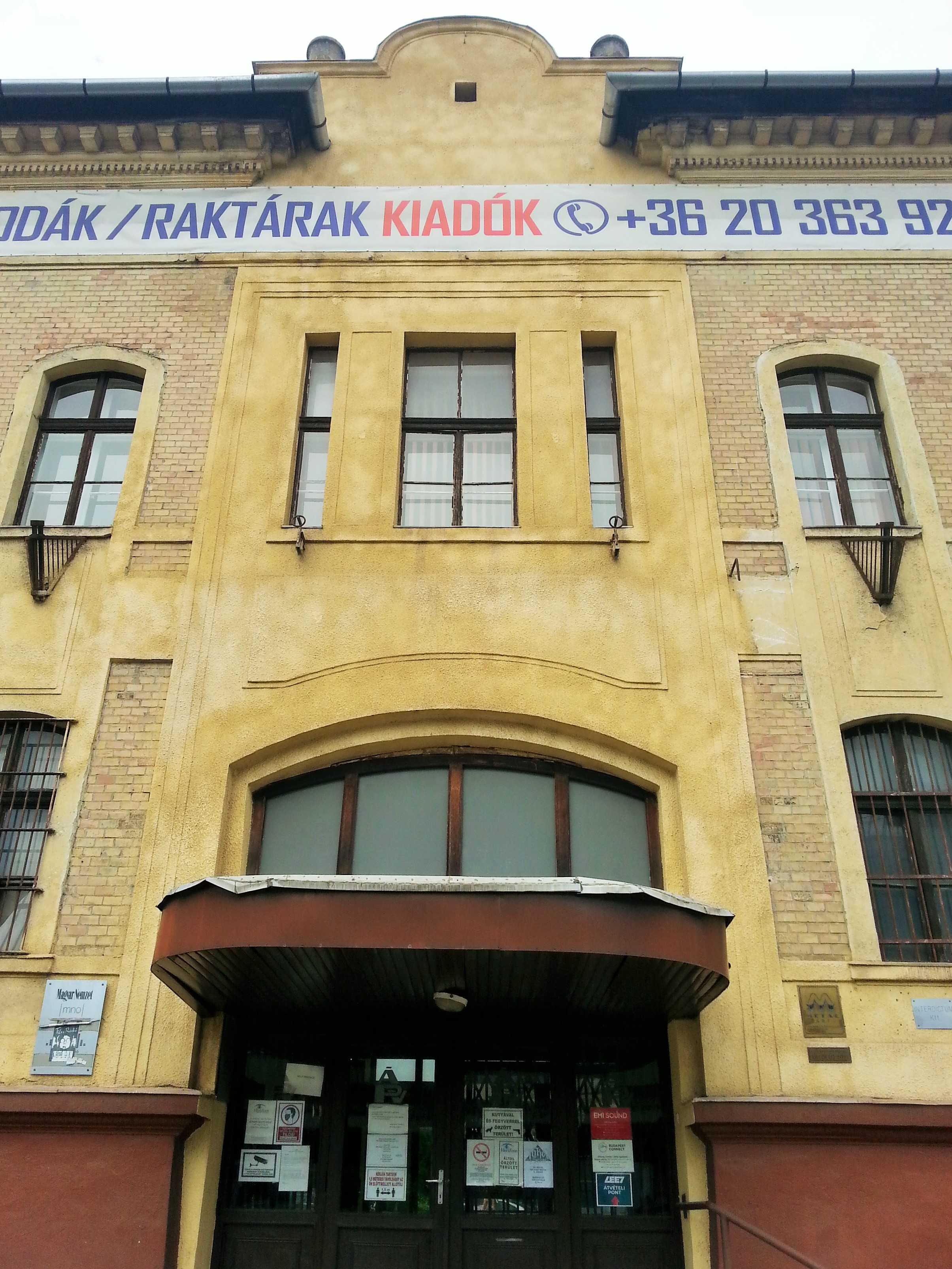
Állami Pénzverde, Budapest
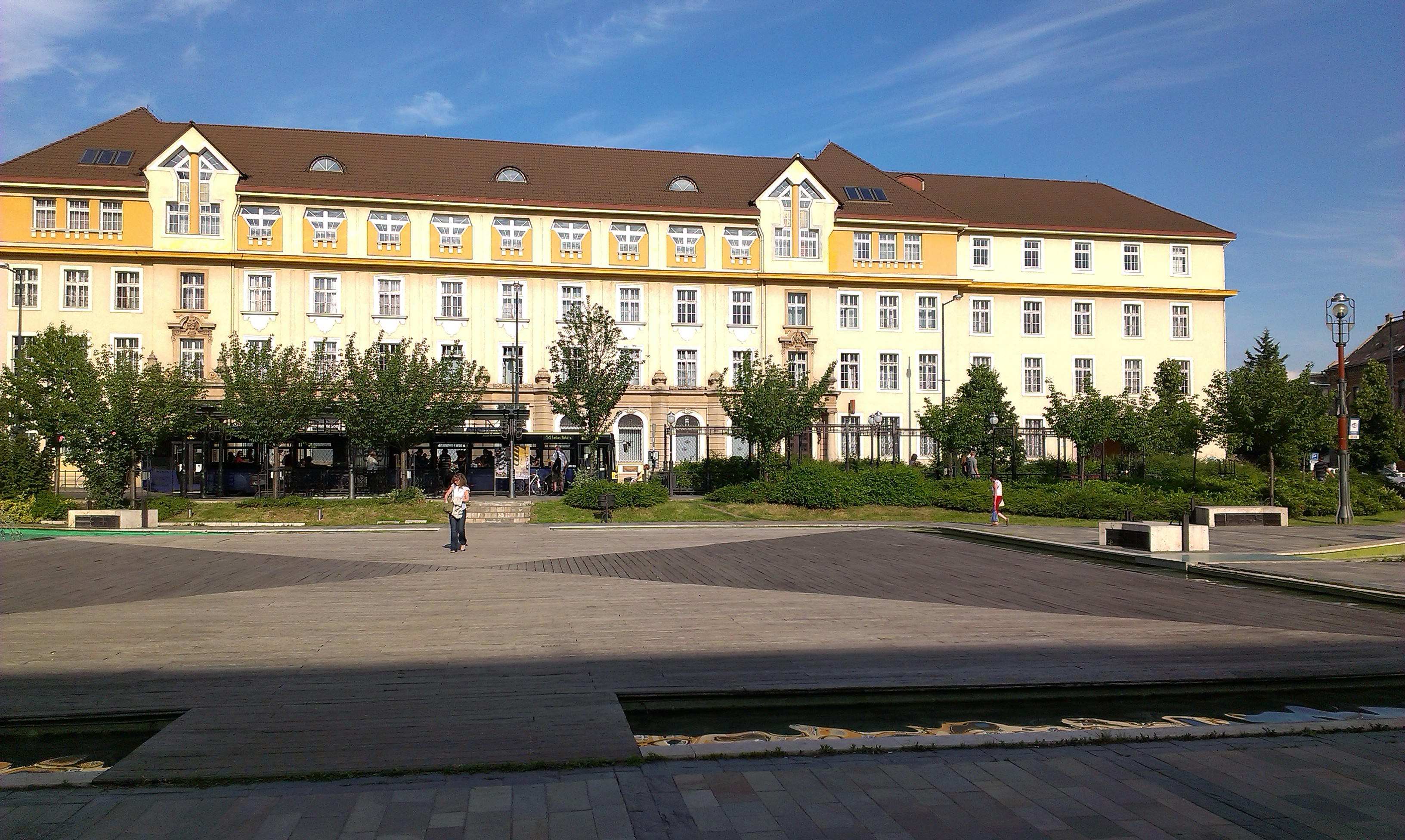
Postapalota, Miskolc
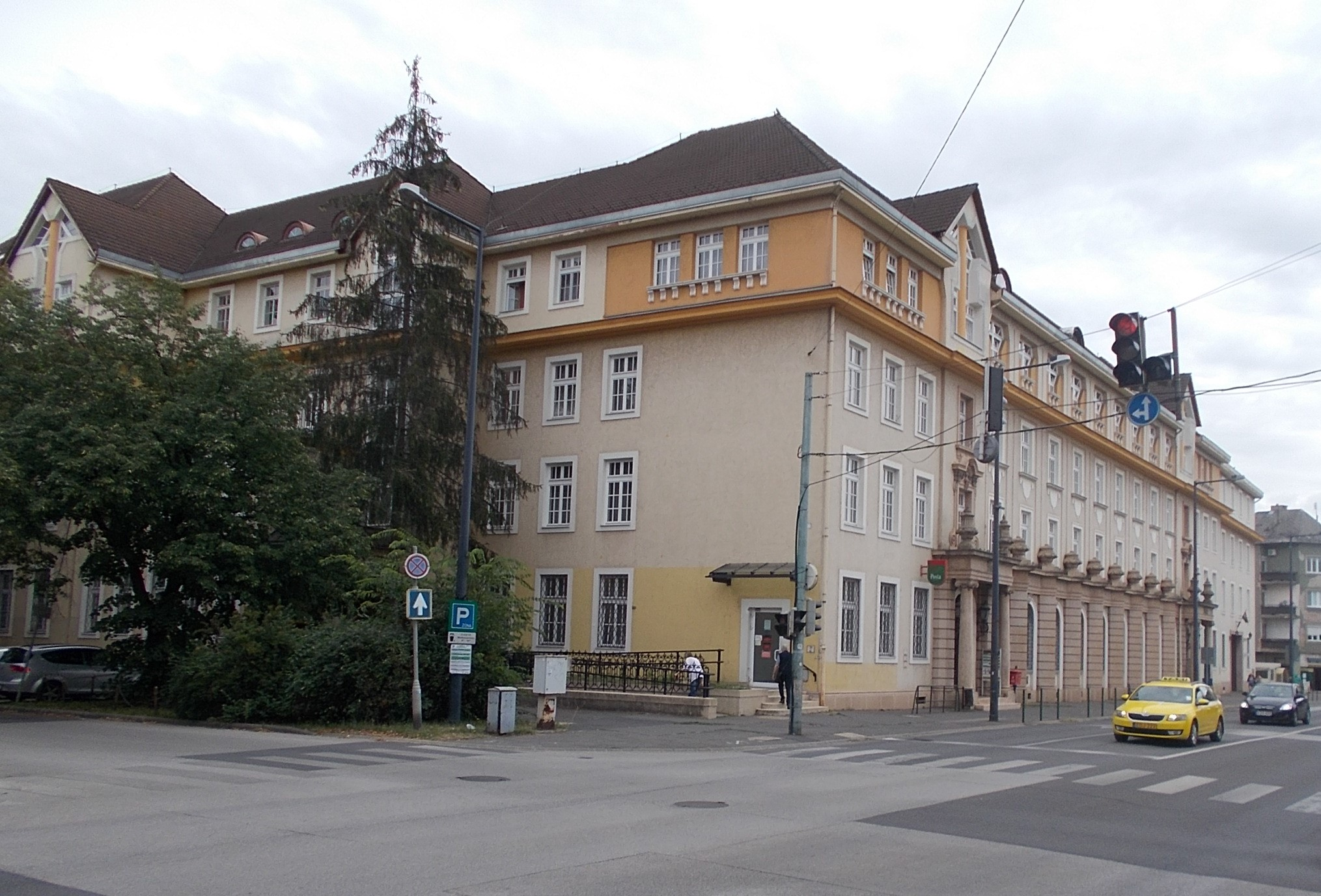
Postapalota, Miskolc